# Kyphosus cornelii
Espèce
Kyphosus cornelii est une espèce de poissons marins herbivores de la famille des Kyphosidae.

## Répartition et habitat
Kyphosus cornelii est endémique à l'Australie occidentale et n'a pas été enregistré à l'ouest de la baie du Géographe et au nord du récif de Ningaloo.
Cette espèce se trouve sur les plaines récifales et le substrat rocheux le long de la côte de l'Australie occidentale.  
On la trouve jusqu'à 25 m de profondeur dans les eaux tropicales à subtropicales. Elle se plait dans des eaux allant de 17,3 à 23,7 °C.

## Description

### Caractéristiques principales
Kyphosus cornelii peut mesurer jusqu'à 70 cm de longueur totale.

### Morphologie et anatomie

#### Corps
Kyphosus cornelii présente un corps long de forme ovale en vue latérale. Ce poisson a une petite tête dont le profil de celle-ci est légèrement incliné à partir du dessus de l'œil, donnant au museau un aspect pointu. La bouche terminale est légèrement oblique et la région inter-orbitaire est étroite.  
Les dents sont lancéolées et ressemblent à des incisives. Elles sont disposées en une seule rangée sur la mâchoire supérieure et inférieure. Un plus petit groupe de petites dents coniques sont disposées sur trois ou quatre rangées sur le plafond et le plancher de la bouche, situées bien en arrière de la rangée externe avant des dents.
La base de la nageoire anale est relativement longue mais la base de la nageoire dorsale est tout de même plus longue. La nageoire dorsale a onze épines et 14 à 16 rayons mous tandis que la nageoire anale possède trois épines et 13 à 15 rayons mous.
La nageoire caudale est fourchue et le pédoncule caudal est allongé mais pas profond.
La nageoire pelvienne est un peu plus courte que la nageoire pectorale.
Les écailles sont rugueuses et assez grandes. Elles sont absentes sur la région inter-orbitaire de la tête, à l'arrière de la fente branchiale et sur la partie dorsale du corps. Elle couvrent la région post-orbitaire, la joue, l'opercule et le corps de la fente branchiale à la nageoire caudale.

#### Couleur
K. cornelii est bleu argenté brillant, avec des bords blancs visibles sur le bord dorsal et ventral de la nageoire caudale. Les bandes horizontales formées par des écailles se trouvent le long du corps et sont plus évidentes lorsque le spécimen est hors de l'eau. Enfin, il y a une strie blanche sous l'œil qui s'étend le long de la joue.

## Comportement

### Alimentation
C’est une espèce herbivore qui se nourrit principalement d’algues rouges mais également des vertes et brunes dès le stade juvénile (qui peut durer jusqu'à six mois) et jusqu'à l'âge adulte.  

### Reproduction
Comme toutes les espèces du genre Kyphosus, Kyphosus cornelii est ovipare et gonochorique.

## Rôle écosystémique
C’est un poisson herbivore qui se spécialise dans le broutage de grandes algues et est donc particulièrement important dans les récifs coralliens car son activité sert de régulateur dans la compétition coraux-algues, permettant d’éviter que les algues prennent le dessus sur les coraux.

## Kyphosus corneliiet l'Homme
Ces poissons sont souvent observés mais sont peu pêchés. De fait, la chair est comestible, mais elle n'est pas appréciée en raison de l'odeur émanant de la chair.

## Classification
Le nom valide complet (avec auteur) de ce taxon est Kyphosus cornelii (Whitley, 1944).
L'espèce a été initialement classée dans le genre Segutilum sous le protonyme Segutilum cornelii Whitley, 1944,.
Kyphosus cornelii a pour synonyme :
- Segutilum cornelii Whitley, 1944

### Étymologie
Son épithète spécifique, cornelii, lui a été donnée en référence à Jeronimus Cornelisz (également orthographié Cornelius, 1598-1629), apothicaire hollandais, marchand de la Compagnie des Indes orientales mais surtout instigateur d'une des mutineries les plus sanglantes de l'histoire, à bord du navire Batavia et après son naufrage dans les Houtman Abrolhos, qui s'avère être la localité type de cette espèce. Jeronimus Cornelisz a été reconnu coupable de mutinerie et pendu (ainsi que six de ses hommes) pour avoir tué 110 à 124 hommes, femmes et enfants sur une période de deux mois et forçant sept femmes survivantes à l'esclavage sexuel.

### Publication originale
- (en) Gilbert P. Whitley, « Illustrations of some Western Australian fishes », Proceedings of the Royal Zoological Society of New South Wales, Mosman, Inconnu, vol. 1943-44,‎ 31 août 1944, p. 25-29 (ISSN 0085-5820, OCLC 3925828, lire en ligne).